# Червневий рубіж
«Червневий рубіж» — радянський художній фільм 1982 року, знятий режисером Валеріу Гажіу на кіностудії «Молдова-фільм».

## Сюжет
Літо 1940 року. Архітектор повертається з Бухареста до рідної Бессарабії з твердим бажанням жити поза політикою. Однак життя змушує його зробити вибір.

## У ролях
- Микола Герля — Бостан
- Адела Калістру — Анна
- Віктор Ігнат — Мірча
- Михайло Бадікяну — філер
- Іон Шкуря — Еладі
- Петро Баракчі — Бостан
- Валеріу Каланча — власник кабріолета
- Віктор Чутак — роль другого плану
- Костянтин Константинов — Маноле
- Олександр Клєшнін — роль другого плану
- Валерій Жерегі — роль другого плану
- Валеріу Купча — роль другого плану
- Костянтин Адам — Костіке
- Аурелія Корецька — роль другого плану
- Вадим Продан — Іон
- Сільвія Берова — пані Бостан
- Павло Яцковський — епізод
- Карп Якішин — епізод
- Констанца Тирцеу — пані Урсулеску
- Георгій Хассо — Урсулеску
- Жан Кукурузак — єфрейтор
- Юхим Лазарев — диякон
- Валентина Гіцак — епізод
- Іон Горя — епізод
- Георгій Пирля — епізод
- Васіле Константин — епізод
- Леонтій Богатий — епізод
- Ніколає Даріє — Санду
- Володимир Кобаснян — епізод

## Знімальна група
- Режисер — Валеріу Гажіу
- Сценаристи — Валеріу Гажіу, Володимир Аленіков
- Оператор — Валентин Бєлоногов
- Композитор — Едуард Лазарев
- Художники — Микола Апостоліді, Станіслав Булгаков, Аурелія Роман